# Damon (genre)
Pour les articles homonymes, voir Damon.
Genre
Synonymes
- Titanodamon Pocock, 1894
- Nanodamon Pocock, 1894

Damon est un genre d'amblypyges de la famille des Phrynichidae.

## Distribution
Les espèces de ce genre se rencontrent en Afrique et au Yémen.

## Liste des espèces
Selon Whip spiders of the World (version 1.0) :
- Damon annulatipes (Wood, 1869)
- Damon brachialis Weygoldt, 1999
- Damon diadema (Simon, 1876)
- Damon gracilis Weygoldt, 1998
- Damon johnstonii (Pocock, 1894)
- Damon longispinatus Weygoldt, 1999
- Damon medius (Herbst, 1797)
- Damon sylviae Prendini, Weygoldt & Wheeler, 2005
- Damon tibialis (Simon, 1876)
- Damon uncinatus Weygoldt, 1999
- Damon variegatus (Perty, 1834)

## Publication originale
- C. L. Koch, 1850 : Phalangien. Phalangida. Übersicht des Arachnidensystems, Nürnberg, vol. 5, p. 78–81.